# Denali

A Denali 3D-s grafikája

A Denali (atapaszka szó, jelentése „a nagy [hegy]”; szövetségi szinten elismert nevén: Mount McKinley) Észak-Amerika legmagasabb hegye Alaszkában, az Alaszkai-hegységben, a Denali Nemzeti Park területén. Legmagasabb pontja 6190 m. 1896-ban egy aranyásó nevezte el az Egyesült Államok leendő elnökéről, az akkor még csak republikánus párti jelölt William McKinley-ről.
A helyi szervezetek évtizedekig küzdöttek a Denali név visszaállításáért, de jogi akadályok miatt erre nem került sor. 2015-ben Barack Obama Alaszkába tett látogatásának előestéjén jelentették be, hogy a hegyet visszanevezik az évszázaddal korábban használt Denali névre. 2025. januárjában Donald Trump elnöki rendeletben adott utasítást, hogy 30 napon belül a hegyet nevezzék vissza Mount McKinley-re. A környező nemzeti park megtartotta a Denali nevet.
1906-ban dr. Frederick Cook azt állította, hogy sikerült megmásznia a hegyet, ám később ezt az első megmászást is – mint az Északi-Sark meghódítását – elvitatták tőle. Az első elismert sikeres mászás egy Hudson Stuck által vezetett csoport érdeme, melynek tagjai 1913. június 7-én jutottak fel a csúcsra. Az első nő a Mount Denali tetején Barbara Washburn volt, 1947-ben.
1988-ban Balázs D. Oszkár, Csikos József, Vörös László, Hirt Károly, Tóth Csaba, dr. Nagy Sándor és Szendrő Szabolcs megmászták a hegyet. Wetzl Péter síalpinista módszerrel járt a hegycsúcson. 2004. június 5-én egy nyolctagú székelyföldi hegymászó csoport is feljutott a csúcsra.
A hegy már több áldozatot követelt, megmászása ma is nagy kihívás és veszélyes vállalkozás, elsősorban nem az útvonalak nehézsége, hanem az időjárás miatt, hiszen csak 6000-es csúcs, de a sarkkör viszonylagos közelségében van.